# 皂李湖
皂李湖是一个位于中国浙江省上虞县的湖泊，面积约为1平方千米，平均水深约为1—4米。